# 文化大火
文化大火（日语：／ Bunka no taika）是指文化3年3月4日（1806年4月22日）日本江戶地區（今 東京都）發生之大火災。此次火災燒毀約12萬6千戶住宅，至少造成1200人死亡。

## 經過
此次大火發生於上午十時，起火點位於現今港區的高輪二丁目一帶，燒毀薩摩藩的武家屋敷和增上寺的五重塔（位於現今的芝公園）。火災時強勁的西南風使得火勢延燒至木挽町和數寄屋橋（現今中央區銀座四丁目），造成京橋與日本橋一帶幾乎燒光，火勢更遠達神田及淺草。直到數日後的降雨才撲滅火勢。

## 相關
文化大火與明曆大火、明和大火並稱江戶三大火災。文化大火在丙寅年發生、也稱為「丙寅大火」。通稱為「車町火災・牛町火災」。